# Eklektyczna kamienica przy ulicy Kolejowej 5 w Grodzisku Wielkopolskim
Eklektyczna willa mieszkalna z 1896 roku, zwana Pałacykiem Andrzejewskich, stojąca u zbiegu dzisiejszych ulic Kolejowej i Półwiejskiej. Projektantem, budowniczym i jednocześnie właścicielem tej rezydencji był Franciszek Andrzejewski.
Detale secesyjne. Wieża ozdobiona wiatrowskazem. Swoistego uroku dodaje wsparty na kolumnach balkon obrośnięty pnączem, a także bogate sztukaterie, oraz boniowanie elewacji parteru i naroży budynku. Na północnej ścianie znajduje się mało widoczny, bo przysłonięty drzewem żaglowiec, dzięki któremu dom ten trafił do znanej rubryki "Domy pod okrętami" w czasopiśmie Morze.